# Sophie Bradley
 (décembre 2023).
Si vous disposez d'ouvrages ou d'articles de référence ou si vous connaissez des sites web de qualité traitant du thème abordé ici, merci de compléter l'article en donnant les références utiles à sa vérifiabilité et en les liant à la section « Notes et références ».
Sophie Elizabeth Bradley est une footballeuse internationale anglaise née le 20 octobre 1980 à Nottingham. Elle joue au poste de défenseur à Liverpool.

## Biographie

### Carrière en club
Bradley entame sa carrière à Nottingham Forest, avant de signer en 2006 pour Leeds United. Avec le club de Leeds, elle gagne la Coupe de la Ligue. En 2008, le club est battu par Arsenal (1-4) dans la finale de la Coupe FA. 
En 2010, elle signe un contrat avec Lincoln Ladies (qui s'appellent maintenant Notts County).

### Carrière internationale
Le 21 août 2010, elle fait ses débuts pour l'équipe nationale anglaise, entrant à la place de Faye White dans un match contre l'Autriche. 
Elle fait partie de l'effectif anglais à la Coupe du monde 2011, et de l'effectif britannique lors des Jeux olympiques 2012.